# Colnago
Colnago (Colnagh in dialetto brianzolo, AFI: [kulˈnɑːk]) è la frazione più grande e più abitata del comune di Cornate d'Adda, situata a sud del centro abitato, verso il comune di Busnago.

## Storia

### Medioevo

Il campanile della chiesa parrocchiale.

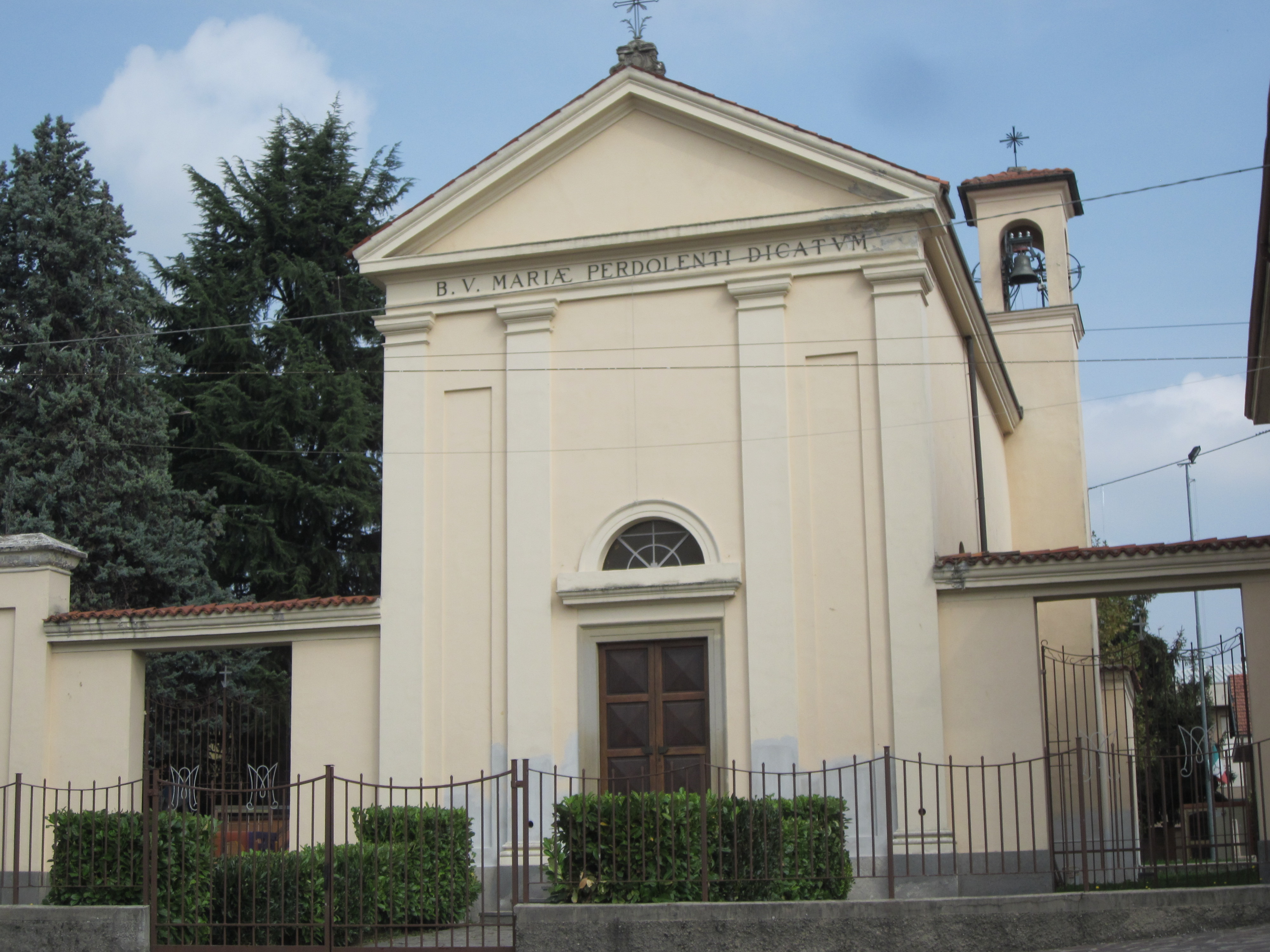
Facciata e campanile della chiesetta dell'Addolorata.

«In gradevole postura e in aria temperata e saluberrima, paesotto ben costrutto, con contrade abbastanza comode, ricco di un territorio feracissimo in grani e in gelsi. L'etimologia di Colnago credesi cimbrica, giacché la terminazione in -ago, come da noi, così comune è nei paesi cimbrici transalpini. Delle varie torri o fortilizi che esistevano in Colnago, ne rimangono solamente due, una delle quali, più vetusta, di puddinga o ceppo nella base; testimonianza dei tristi tempi di feudalismo e d'ignoranza, in cui era caduto l'ignavo secolo XVI!».
Questi sono alcuni brani tratti dal libro Cenni storico-statistici sul comune di Cornate, scritto nel 1877 dall'allora segretario comunale Edoardo Meani, devoto e integerrimo funzionario del Comune per circa 50 anni.
Colnago medievale è degnamente rappresentata da queste due possenti torri ancora in ottimo stato, ora adattate ad abitazioni o uffici. Al loro cospetto non si può non rimanere affascinati dall'elegante e pregevole rifinitura esterna e dalla storia che traspare dai materiali che servirono alla loro costruzione: mattoni, ceppo e sassi dell'Adda. Con grande emozione si può immaginare l'antico borgo cinto da alte mura, disseminate di torri a guardia del castello, la cui probabile struttura è ancora visibile nell'omonima via. A metà percorso tra le due torri, infatti, esiste una via dal toponimo incerto: "Moia" la cui possibile traduzione potrebbe essere mura, una storpiatura della parola latina "moenia"; quindi la via sorgerebbe sulle fondamenta delle mura abbattute. Non meno interessante è la storia della "via Carotte" (case rotte), indirizzo di una delle torri, che ci riporta in pieno Medioevo al tempo delle Signorie, quando la lotta tra le famiglie per il potere sul territorio vide vincitori i Visconti sui Torriani (anno 1277) le cui case furono abbattute e senza possibilità di ricostruirle a futuro monito del perdente.

### Dal Settecento all'Ottocento
Registrato agli atti del 1751 come un villaggio milanese di 640 abitanti saliti a 805 nel 1771, alla proclamazione del Regno d'Italia nel 1805 risultava avere 950 residenti. Nel 1809 un regio decreto di Napoleone determinò la soppressione dell'autonomia municipale per annessione a Cornate, ma gli austriaci annullarono poi il provvedimento al loro ritorno. Il Comune di Colnago crebbe poi discretamente, tanto che nel 1853 risultò essere popolato da 1290 anime, salite a 1407 nel 1861. Fu infine un regio decreto di Vittorio Emanuele II a decidere la definitiva soppressione del municipio, riproponendo l'antico modello napoleonico annettendolo a Cornate nel 1870.

## Monumenti e luoghi d'interesse
- Chiesa di Sant'Alessandro Martire
- Chiesetta della Beata Vergine Maria Addolorata
- Villa Jodani-Sandroni (secolo XVII)
- Torri medioevali